# Xaniona genalis
Xaniona genalis är en insektsart som först beskrevs av Franz Xaver Fieber 1884.  Xaniona genalis ingår i släktet Xaniona och familjen dvärgstritar.
Artens utbredningsområde är Frankrike. Inga underarter finns listade i Catalogue of Life.